# Српска Мечка
Српска Мечка, Рацмечка (мађ. Erdősmecske, до 1948. године Rácmecske — Рацмечке; хрв. Mečka — Мечка) је село у Мађарској, у јужном делу државе. Село управо припада Печварадском срезу Барањске жупаније, са седиштем у Печују.
Српска Мечка је до почетка 20. века имала значајну српску заједницу. У селу и данас стоји српска црква, посвећена Светом Димитрију.

## Природне одлике
Насеље Српска Мечка се налази у јужној Мађарској, у историјској области Барања. Најближи већи град је Печварад.
Село је смештено у северној, брдској Барањи, на југоисточним падинама планине Мечек. Надморска висина насеља је приближно 200 метара.

## Становништво
Према подацима из 2013. године Српска Мечка је имала 389 становника. Последњих година број становника опада.
Претежно становништво у насељу чине Мађари римокатоличке вероисповести, а мањине су Немци (22%).

### Попис1910.
| Српска Мечка | Српска Мечка |
| --- | --- |
| језик | вера |
| укупно: 1.110 Немачки 882 (79,45%) Мађарски 132 (11,89%) Српски 87 (7,83%) Хрватски 5 (0,45%) Словачки 2 (0,18%) остали 2 (0,18%) | укупно: 1.110 Римокатол. 997 (89,81%) Православци 87 (7,83%) Лутерани 10 (0,90%) Калвинисти 9 (0,81%) Јевреји 6 (0,54%) Гркокатолици 1 (0,09%) |

## Историја Срба у месту
Срби од Велике сеобе 1690. године. Срби су увек били у малом броју и удаљени од остатка српског народа у Угарској, па већ крајем 19. века они постају ретки у овим крајевима.
У селу Рац Мечка било је 1731. године 15 српских православних домова. Број становника 1796. године износио је 340 душа. Век касније њихов број је знатно опао и износи 1890. године - 111. За то време изгубило се 229 становника, што је драстични пад броја. Број становника у Рац Мечки 1865. године био је 170 православаца Срба.
Српска православна црква у Рац Мечки је грађена у 18. веку, а посвећена је Св. великомученику Димитрију. Уз њу је дозидан торањ 1779. године. Црквене матице су заведене 1793. године. Године 1905. та стара богомоља је била у „рђавом стању”. Још од јесени 1902. године тражено је да се тај „рушевни” храм затвори. Садашњи православни храм је из 1911. године, са новим малим иконостасом. Архитектонски план нове цркве је урадио мајстор Миклош Стејндл из Батосека.
Место Рац Мечка је 1847. године имало 272 Србина становника, а две деценије касније, 1867. године било их је много мање, само 170 православних душа.
Купци једне српске књиге били су 1808. године житељи Мечкански: поп Алексије Алексић парох са попадијом Анастазијом, Симеон Атанацковић учитељ, те купац Василије Хриштовић са супругом Анастазијом. Поп Петар Радмановић био је 1824. године парох мечкански. Записан је 1826. године као администратор парохије поп Атанасије Комадиновић.
Српска школа у Рац Мечки није уређена по закону каже се 1896. године. Зато та школа није ни радила током школске 1896/1897. године. Учитељски огрев у Рац Мечки је добијан од спахилука Божок 1901. године. У месту је 1905. године.
Године 1905. Рац Мечка је мала општина у Печварадском срезу. Ту живи 1077 становника у 204 дома. Немци доминирају, а Срба је мало; њих 85 православних душа (или 8%) је са 15 кућа. Од српских јавних здања ту су православна црква и народна школа. Од комуникацијских средстава место има само пошту. У Рац Мечки је у то време српска црквена општина, скупштина је редовна под председништвом Раде Васиљевића. Парохија је најниже шесте платежне класе. Ни парохијски дом ни свештеничку сесију немају. Чинодејствују јеромонаси манастира Грабовца. Постоји српско православно гробље, а црквено-општински посед је врло мали са осам кј. земље.
Приликом исељавања Срба из новоосноване Мађарске у матицу после Првог светског рата из села се иселило 65 душа. После тога у селу је остало пар Срба.

## Савремено доба
Почетком 21. века у Мечки, је српска православна црква посвећена Св. Димитрију, и налази се у центру насеља. Припада стилски историцизму и не истиче се лепотом. Њен старатељ 2013. године био је Младен Грубић, који потиче из Мечке, а живи у Печвараду. Српско православно гробље се налази два километра западно од села. Незаграђено је и запуштено, а власништво је црквене општине. споменици су највише из 19. века, а има их и из 18. века.